# Debut (альбом Б'єрк)
Debut — міжнародний дебютний студійний альбом ісландської співачки Б'єрк, що вийшов у липні 1993 року на лейблах One Little Indian та Elektra Entertainment. Продюсерами альбому виступила сама співачка та Неллі Хупер. Це був перший запис Б'єрк після розпаду її попереднього гурту The Sugarcubes. Альбом відійшов від рок-стилю її попередніх робіт і спирався на еклектичне розмаїття стилів, включаючи електронну попмузику, хауз, джаз і трип-хоп.
Debut отримав схвальні відгуки від британських музичних критиків, хоча відгуки у США були неоднозначними. Він перевершив очікування щодо продажів, посівши друге місце в Ісландії, третє у Великій Британії та 61 у США. Він був сертифікований золотим у Канаді та платиновим у США, де він залишається найпродаванішим альбомом Б'єрк.
З альбому вийшло п'ять синглів: «Human Behaviour», «Venus as a Boy», «Play Dead», «Big Time Sensuality» та «Violently Happy». Усі вони потрапили до чартів Великої Британії, і лише «Human Behaviour», «Violently Happy» та «Big Time Sensuality» — до танцювальних чартів та чартів сучасного року в США.

## Передісторія і створення

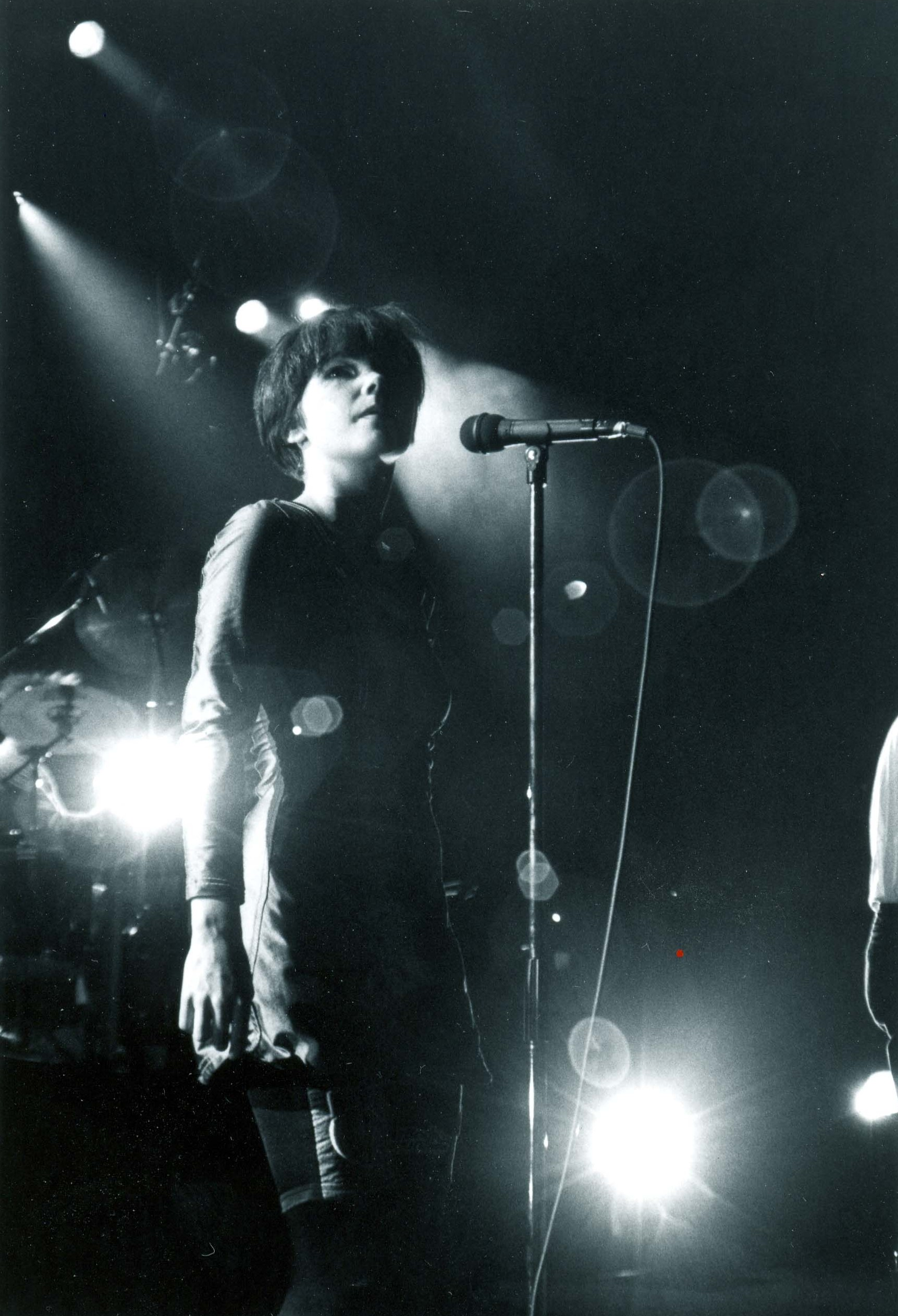
Б'єрк у Японії під час виступу з The Sugarcubes

Виступаючи як вокалістка ісландського альтернативного рок-гурту The Sugarcubes, Б'єрк звернулася до Асмундура Йонссона з лейблу Bad Taste і продюсера Дерека Біркетта з One Little Indian Records з демо-касетою власних пісень. Демо містило версії пісень, які увійшли до альбому Debut, зокрема «The Anchor Song» і «Aeroplane». Після того, як Sugarcubes пішли на перерву, Б'єрк переїхала до Лондона, де вони з Біркеттом працювали над деталями того, що згодом стало альбомом Debut. Музика Sugarcubes не відповідала смаку Б'єрк, і її контакт з андеґраундною клубною культурою Лондона кінця 1980-х — початку 1990-х років допоміг їй віднайти власну музичну ідентичність. Співачка говорила: «Як музичний ботанік, я просто повинна була слідувати за своїм серцем, а моїм серцем були ті ритми, які відбувалися в Англії. І, можливо, з віком я дедалі більше розумію, що така музика, як Кейт Буш, справді вплинула на мене. Браян Іно. Ейсід-хауз. Електронні біти. Лейбли на кшталт Warp».
Б'єрк вже написала половину пісень для Debut, але нічого не записала. Багато з них вона написала задовго до переїзду в Лондон, в тому числі «Human Behaviour», яку вона написала ще підлітком, коли була учасницею гурту Sugarcubes. Вона відклала ці пісні, оскільки «грала в панк-гуртах, а пісні не були панковими». Не маючи продюсера, вона писала пісні з учасником 808 State Гремом Мессі в будинку друга в Манчестері, де також були написані композиції, що увійшли до пізніших альбомів, зокрема «Army of Me» і «The Modern Things».
Під час створення електронних треків з Мессі у Б'єрк виникло бажання попрацювати з джазовим продюсером. Пол Фокс, який працював з групою Sugarcubes, познайомив її з джазовою арфісткою Коркі Хейл. Хейл планувала відмовитися від роботи з Б'єрк, поки її пасинок, фанат Sugarcubes, не наполіг на тому, щоб вона взялася за цю роботу. Б'єрк записала з Хейл кілька джазових стандартів, включаючи «I Remember You» і ранню версію «Like Someone in Love». Фокс також познайомив Б'єрк з Олівером Лейком, з яким співачка записала ще один джазовий стандарт, «Life Is Just a Bowl of Cherry», з джазовою групою Лейка для фільму Джона Г'юза Кучерявка Сью. Г'юз відмовився від запису, але це призвело до того, що Debut був спродюсований компанією Fox і аранжувався Олівером Лейком. Б'єрк уклала з Лейком контракт на роботу з сесійними саксофоністами в Лондоні для альбому;' внесок Лейка можна почути в треках «Aeroplane» і «The Anchor Song».
Б'єрк мала намір залучити до роботи над альбомом кількох продюсерів. Вона планувала продюсувати альбом з компанією Fox, поки її хлопець Домінік Трапп не познайомив її з продюсером Неллі Хупером, який продюсував альбоми Soul II Soul і Шинейд О'Коннор, що змусило Б'єрк скептично поставитися до роботи з ним, заявивши: «Я думала, що Неллі має занадто „хороший смак“, щоб мені подобатися. Але потім я зустріла його, познайомилася з ним, і почула про його казкові ідеї.» Ідеї запису Б'єрк і Хупера були схожими, що призвело до її рішення закінчити продюсування з Мессі і Fox. Хупер познайомив Б'єрк зі студійними технологіями і звукоінженером Маріусом де Врісом, який надав Debut сучасного стилю з клавішними і синтезаторами. Він спродюсував перші десять треків альбому, тоді як Б'єрк разом з Хупером спродюсувала «Like Someone in Love», а «The Anchor Song» спродюсувала самостійно. Б'єрк і Хупер провели багато сесій у студії, працюючи над Debut, поки альбом не був завершений на початку 1993 року.

## Стиль
Дебют спирається на еклектичне різноманіття джерел. Treblezine описав альбом як «змішання альтернативної танцювальної музики та електроніки з витонченим потоком». Кажуть, що альбом «похитнув статус-кво» сучасного музичного клімату, в тому сенсі, що його еклектичні експериментальні поп-нахили дистанціювали його від популярної на той час музики, «яку створювали переважно чоловіки з гітарами», такої як ґрандж та бурхливо зростаючий бритпоп. Майкл Крагг з The Guardian схарактеризував його як «невизначену суміш електропопу, трип-хопу, етнічної музики та потойбічної лірики». AllMusic схарактеризував альбом як «креативний, спокусливий електронний поп». The New York Times писав, що «Debut часто нагадує джаз-ф'южн початку 70-х років, коли гурти на кшталт Weather Report поєднували в собі джаз і ф'южн. Але там, де ці „ф'южнщики“ поєднували джазову гармонію з фанком та ейсид-роком, Б'єрк поєднує свій скет-вокал та офф-кілтерські мелодії з футуристичними текстурами та запрограмованою перкусією сучасного техно та ейсид-хаусу». Менді Джеймс з журналу The Face вважає, що Debut — це «чудовий сплав треш-металу, джазу, фанку та опери, з випадковою домішкою екзотики». Billboard описав альбом як «шедевр артпопу». Б'єрк також зазнала впливу музики Боллівуду та «гулу лондонського нічного життя».
Debut містить танцювальну музику, що відображає сучасні стилі лондонської клубної культури, з якою Б'єрк встановила тісні зв'язки. Хоча елементи таких піджанрів, як євро-хаус, ейсид-джаз, ворлдбіт та IDM присутні, «вони ще не звільнилися від первісного стукоту хауз-музики з прямою бас-бочкою». Том Брейхан зі Stereogum писав, що «навіть коли танцювальна музика набула всіх цих нових звуків, цей основний пульс все ще залишався найважливішим у ній, і цей пульс відлунює через весь Debut». Б'єрк говорила: «Багато пісень на моєму альбомі мають танцювальні біти, але я думаю, що це ритми, які більше відображають повсякденне життя — життя в середині дня в місті, на відміну від нічного життя клубів». Стиль «four on the floor» (прямий бас-барабан), типовий для хауз музики, простежується в таких піснях, як «Human Behaviour», «Crying», «Big Time Sensuality», «There's More to Life Than This» і «Violently Happy».
Б'єрк вважала хауз «єдиною попмузикою, яка була по-справжньому сучасною», заявивши в 1993 році, що це «єдина музика, в якій сьогодні відбувається щось творче». Її відхід від гітарного року попередньої творчості був зумовлений відчуттям його застарілості, стверджуючи, що «як тільки будь-яка форма стає традиційною, як гітара, бас і барабани, люди починають поводитися традиційно», і що «дуже важко змусити гурт залишатися на межі, використовуючи типовий склад бас-гітари, гітари і барабанів, тому що він має тенденцію до занепаду в передбачувану форму». Будучи прихильницею танцювальної музики з ранніх днів ейсид-хаусу, вона використовувала її як основу для своїх пісень. Вона розповіла Rolling Stone, що на неї «більше вплинула музика ембієнт, ніж те, що ви називаєте танцювальною музикою, і те, що відбувалося в Чикаго і Детройті, що було чуттєвим, сміливим і новаторським свого часу […] Дев'яносто п'ять відсотків танцювальної музики, яку ви чуєте сьогодні, — це лайно. Мені подобаються лише ті експериментальні п'ять відсотків — записи, які грають у клубах після 7-ї години ранку, коли діджеї грають для себе, а не намагаються догодити людям». Захоплення Б'єрк танцювальною культурою Англії поширилося і на її імідж, який вважається репрезентативним для моди на ейсид-хаус 1990-х років.
Хупер був учасником бристольського гурту Wild Bunch, який взяв за основу ейсид-джаз, фанк та хіп-хоп і допоміг створити трип-хоп. Менш танцювальні електронні треки Debut мають більш трип-хоповий звук та «більш делікатну атмосферу». Журнал i-D відзначив, що Debut і наступний альбом Б'єрк Post інтегрують ембієнт-техно і джангл, заявивши, що вони «не могли б існувати без Aphex Twin, Black Dog, A Guy Called Gerald, LFO і всіх інших продюсерів, які змінили мову музики з 1988 року». WUOG зазначали, що у альбомі також присутні елементи джазу: «хоча багато хто вважає Debut найбільш клубним альбомом Б'єрк, він також може бути її найджазовішим». Бред Шоуп зі Stereogum писав, що «хоча її електронний нахил привертає найбільшу увагу, саме її інтерес до джазу пронизує весь альбом». Тім Перліч з Now вважав, що Debut «поєднує джаз і поп», а Саймон Рейнольдс схарактеризував альбом як «джазові пісні про кохання, забарвлені відчуттям океану».

### Пісні
Тексти пісень альбому містять теми кохання. Вони варіюються від «пристрасті з плоті та крові» до іншої людини до любові до життя як такого. Згідно з i-D, за кількома винятками, пісні з Debut поділялися на два типи: «ті, де Б'єрк зверталася до слухача як до людини, якій боляче, і казала, що феєрверки освітлять їхні ночі, і все буде добре»; і «пісні, де вона співала про власний біль». The Face заявив, що тексти альбому «закріпили її любов до мови», тоді як The Sunday Times вважали, що Б'єрк «суворо уникала очевидного», використовуючи тексти, які не римуються.
Перший трек «Human Behaviour» містить «стрибаючий риф», запозичений у Антоніу Карлуса Жобіна, з «його синкопованим ритмом, що відповідає поважному оркестровому інструменту — литаврам». Текст пісні відсилає до дитячого досвіду Б'єрк, яка вважає поведінку дорослих «досить хаотичною та безглуздою», але натомість знаходить гармонію з іншими дітьми, природою та тваринами. Натхненна натуралістом Девідом Аттенборо, вона співає з точки зору тварини, перший рядок пісні звучить так: «Якщо ти коли-небудь наблизишся до людини / І людської поведінки / Будь готовий, будь готовий заплутатися». Наступний трек «Crying» демонструє протиріччя між його «пухирчастим, блискучим звучанням кислотного диско-попу» і текстом, що описує сум'яття від відчуття відчуженості у великому місті. «Venus as a Boy», яку Rolling Stone вважає ембієнт-треком, відобразила новоявлений інтерес Б'єрк до Боллівуду, після того, як вона подружилася з людьми індійською спільнотою Лондона, особливо з музикантом, що грає на таблі Талвіном Сінгхом. Спонтанно, завдяки Сінгху, струнні цієї пісні, а також пісні «Come to Me», були записані оркестром кіностудії в Індії. Текст пісні присвячений чутливості її тодішнього бойфренда Домініка Траппа, з лірикою, яка була описана як «солодка і трохи неслухняна». У танцювальній «There's More to Life Than This» Б'єрк залишає романтику позаду, з «її пустотливою стороною, що виходить на передній план». Цей текст був натхненний вечіркою, яку вона відвідала і швидко покинула. «Like Someone in Love» — один з декількох джазових стандартів, які вона записала з Коркі Хейлом, що містить вокал співачки, «занурений в арфу і тремтливі струни».
«Like Someone in Love» слідує за «навмисно приголомшливою» «Big Time Sensuality» у стилі техно, яка є «гімном емоційній хоробрості» і містить слова, описані як «прості, але пристрасні», про стосунки Б'єрк з її співпродюсером Неллі Хупером. Пісні «The Anchor Song», «One Day» і «Aeroplane» спираються на те, що Б'єрк називає своєю більш «академічною, розумною стороною». «One Day» також представляє раптову зміну настрою, з «м'яко пульсуючим басом», який переростає в «сверблячу пристрасну, домашню поп-ейфорію». «Aeroplane» — одна з найбільш музично складних композицій Debut з нестандартним аранжуванням від Олівера Лейка; її фон натхненний екзотичною музикою. Ця пісня також присвячена Траппу, написана, коли він жив у Великій Британії, а співачка ще жила в Ісландії. «Come to Me» має «туманне музичне тло з дощових синтезаторів, м'яких барабанів і розмашистих струнних»; лірично вона досліджує «чуттєво інтенсивну потребу виховання». «Violently Happy» — найжорсткіший хардкор техно-трек на альбомі. У пісні під «жваві хауз-біти» Б'єрк співає із заїканням, оскільки вона «намагається висловити почуття хвилювання, настільки інтенсивні, що здається, вона на межі того, щоб вистрибнути зі своєї шкіри». Як жест невимовних почуттів, у пісні семплюється один склад і «перетворюється на заїкання вокального тику». Заключний трек «The Anchor Song» — єдиний в альбомі, який спродюсувала виключно Б'єрк. Одна з трьох пісень, що з'явилися на її першій демо-касеті 1990 року, вона містить аранжування саксофону від Олівера Лейка, що відтворює «припливи і відпливи океанських вершин, образ, підсилений запеклою патріотичною лірикою Б'єрк». Альбомна версія пісні була записана з сесійним саксофоністом Гері Барнаклом.

## Реліз
Debut вийшов 5 липня 1993 року на компакт-диску та касеті на лейблі One Little Indian Records у Великій Британії та 13 липня 1993 року на лейблі Elektra Records у США. One Little Indian підрахували, що Debut буде продано загальним накладом 40 000 копій в усьому світі, базуючись на припущеннях фан-бази Sugarcubes на той час. Однак, протягом трьох місяців після виходу альбому було продано понад 600 000 копій в усьому світі. Під час першого ж релізу альбом потрапив до чартів Сполучених Штатів, посівши перше місце в чарті Top Heatseekers і 61 місце в чарті Billboard 200. У Великій Британії Debut потрапив до чартів 17 липня 1993 року, посівши третє місце і провівши на ньому 79 тижнів. За кордоном, в Японії, альбом вийшов 26 вересня 1993 року. Він перевидавався кілька разів у різних форматах. У листопаді 1993 року Debut був перевиданий у Великій Британії з бонус-треком «Play Dead», піснею, написаною для фільму The Young Americans невдовзі після завершення роботи над альбомом. Пізніше альбом був виданий на вінілі та на DualDisc. Японська версія містила два бонус-треки: «Play Dead» і «Atlantic». Реліз DualDisc містив повний альбом на стороні CD, в той час як DVD-сторона містила альбом з покращеною якістю звуку і відеокліпи на сингли. 5 травня 1994 року Канадська асоціація компаній звукозапису засвідчила, що Debut був проданий тиражем понад 50 000 одиниць, що зробило його золотим альбомом у Канаді. 31 серпня 2001 року Американська асоціація компаній звукозапису засвідчила, що альбом було продано понад мільйон копій, що зробило його платиновим у США. Станом на січень 2015 року, за даними Nielsen SoundScan, Debut було продано 930 000 копій у США. Світові продажі альбому становлять 4,7 мільйона копій.
У 1994 році на Б'єрк подав до суду Саймон Фішер, музикант, з яким вона співпрацювала у 1990 році. У позові Фішера зазначалося, що він був співавтором пісень «Human Behaviour», «Venus as a Boy», «Crying» та «Aeroplane» і вимагав відшкодування збитків у розмірі понад 200 000 фунтів стерлінгів. Хупер і Б'єрк з'явилися до суду разом із Фішером невдовзі після виходу альбому Б'єрк Post. Суддя Робін Джейкоб визнав, що Фішер претендував на авторство лише однієї пісні замість чотирьох, і зняв з Хупера і Б'єрк усі звинувачення, заявивши, що звинувачення Фішера були «ненадійні, розпливчасті і нечіткі».

### Сингли
У 1993 році Б'єрк звернулася до французького режисера Мішеля Гондрі з проханням створити відеокліп на «Human Behaviour» після того, як побачила відео, зняте ним для свого гурту Oui Oui. «Human Behaviour» став першим синглом з альбому Debut і вийшов за місяць до виходу альбому в червні 1993 року. У 1993 році з альбомом вийшло ще три сингли. «Venus as a Boy» був другим синглом, що вийшов у серпні з музичним відео режисера Софі Мюллер. «Play Dead» вийшов у серпні 1993 року як позаальбомний сингл, який ввійде до наступних випусків альбому. «Play Dead» мав супровідне музичне відео режисера Денні Кеннона. Останнім синглом, що вийшов 1993 року, був «Big Time Sensuality», реміксований гуртом Fluke, з музичним кліпом режисера Стефана Седнауі. Наступний сингл, «Violently Happy», вийшов у березні 1994 року з відеокліпом Жана-Батіста Мондіно. Всі п'ять синглів з альбому потрапили в топ-40 UK Singles Chart, в той час як тільки «Human Behaviour», «Violently Happy» і «Big Time Sensuality» потрапили в американський хіт-парад Billboard.

## Реакція критиків
На премії Ґреммі 1994 року кліп Мішеля Гондрі на пісню «Human Behavior» був номінований у категорії «Найкраще короткометражне музичне відео», але програв кліпу Стівена Джонсона на пісню Пітера Ґебріела «Steam». На премії Brit Awards 1994 року Б'єрк отримала нагороди як «Найкращий дебютант» та «Найкраща інтернаціональна співачка».
Реакція критиків на Debut була загалом позитивною. Британська музична преса позитивно відгукнулася про альбом: журнал Q дав йому чотири зірки з п'яти, назвавши «дивовижною, грайливою збіркою», а NME написав, що Debut — це «альбом, який вірить, що музика може бути чарівною і особливою». The Independent схвально відгукнувся про альбом, зазначивши, що Б'єрк «створила дивовижну низку контрастних аранжувань, чиє музичне розмаїття ніколи не заважає їхній чіткості бачення». Американські оглядачі сприйняли альбом неоднозначніше. Журнал Musician високо оцінив вокал альбому, заявивши, що «те, що робить спів [Б'єрк] незабутнім, — це не дивний набір гарчання, стогонів і щебетання, на які вона покладається, а емоції, які ці звуки передають». The New York Times описав Debut як «чарівний альбом». Негативна рецензія надійшла від Rolling Stone, який дав альбому дві зірки з п'яти, назвавши альбом «абсолютно розчаровуючим» і звинувативши продюсера Неллі Хупера, припустивши, що він «саботував люто іконоборчий талант фалангою дешевих електронних трюків». Мікеле Ромеро з Entertainment Weekly поставив альбому трійку, сказавши: «У кількох піснях придихувате нявкання [Б'єрк] приємно контрастує з механічним дзижчанням техно-мелодій, схожих на Sugarcube. Але більша частина Debut звучить дратівливо, як монотонне дзенькання божевільної музичної скриньки. Заводьте її, якщо хочете — зрештою вона зупиниться». Debut отримав високі оцінки в британських опитуваннях наприкінці року. NME поставив його на перше місце у своєму списку «50 найкращих платівок 1993 року». Melody Maker помістив альбом на шосте місце у своєму списку «Альбоми року 1993», назвавши його «фантастичним дебютом». У 1994 році журнал Q заніс альбом до свого списку п'ятдесяти найкращих альбомів 1993 року. У 2000 році він посів 77 місце у списку 1000 найкращих альбомів Коліна Ларкіна. Б'єрк відреагувала на позитивні відгуки нерішуче, заявивши, що якби вона «представила точно такий же альбом, і я приїхала з Ноттінгема, я б отримала зовсім інші відгуки, нормальні, приземлені», і що Debut «був трохи репетицією, і він насправді не такий вже й хороший. Я можу зробити набагато краще».
Пізніші огляди також були позитивними. У довіднику альтернативних записів журналу Spin альбом отримав дев'ять балів з десяти, зазначивши, що вибір Неллі Хупера як продюсера був «геніальним», а вокал Б'єрк — «таким, що викликає благоговіння». Хізер Фарес з AllMusic дала альбому п'ять зірок, заявивши, що Debut — «можливо, найкрасивіша її робота, горизонти Б'єрк розширилися в інших її релізах, але альбом все ще звучить свіжо, що ще більше вражає, враховуючи стрімкі інновації в електронній музиці».

## Вплив
Debut вважається одним з найкращих альбомів 1993 року та 1990-х років загалом. За версією NME, він перетворив «ідіосинкратичного вокаліста з культового гурту на значну світову поп-зірку». 2013 року Джон Гамільтон з Idolator назвав альбом «надзвичайно впливовим» і написав, що «незважаючи на свій зрілий вік, футуризм Debut вишукано постарів». Альбом також вважається одним з перших альбомів, що ввів електронну музику до мейнстріму попмузики. Том Брейхан зі Stereogum писав: «До появи Б'єрк хауз-музика не користувалася повагою критиків, і багато американських письменників не знали, що робити зі звучанням Debut, коли він з'явився на світ. […] Debut не просто відкрив Б'єрк, він допоміг зробити звучання настільки крутим для тієї частини музичних зануд, яка в іншому випадку могла б залишитися глухою до її чарівності. Зараз практично неможливо уявити, щоб велике видання назвало авантюрний танцювальний поп-альбом „дешевими електронними штучками“, і Debut є важливою частиною цієї зміни.» Захоплення Б'єрк танцювальною культурою Англії також поширилося на її зовнішній вигляд, її стиль на той час вважався репрезентативним для моди на ейсід-хауз 1990-х. Відзначаючи двадцятиріччя альбому, Емілі Маккей з NME написала, що альбом «спростував постгранджеве припущення про те, що щирий, пристрасний сольний артистизм прийшов у вигляді акустичної гітари і розбитого серця, створивши нову породу авторів-виконавців». Назвавши його «впливовим шедевром», вона знайшла впливи альбому в творчості таких музикантів, як M.I.A., Grimes, These New Puritans і Tune-Yards, пишучи: «Саме в таких захоплююче індивідуальних артистах, як ці, ви знайдете вплив Б'єрк, а не, як багато хто вважає, в кожній гарненькій дівчині з великим голосом». Маккей також зазначила, що спадщина альбому відлунює в танцювальній поп-музиці таких виконавців, як Леді ҐаҐа і Робін.
У 2013 році Майкл Крагг з The Guardian написав, що «через два десятиліття після виходу перший альбом ісландської артистки ніколи не звучав більш актуально». Він стверджував, що Debut «реконструював попмузику», також писав, що «в той час як попмузика 2013 року озирається на початок 90-х у пошуках натхнення, здатність Б'єрк на Debut впроваджувати інновації, використовуючи різні жанри, не втрачаючи при цьому відчуття власної ідентичності, має стати зразком для будь-якого нового артиста, який прагне зламати шаблони». В описі альбому в списку «500 найкращих альбомів усіх часів», куди альбом увійшов під номером 46, NME стверджував, що Debut здійснив видатний подвиг, перетворивши ідіосинкратичну вокалістку з культового гурту на значну світову поп-зірку, не втративши ні на йоту експериментального мислення і творчої холоднокровності, які зробили її такою особливою". 2005 року Б'єрк заявила, що, на її думку, цей альбом не такий сильний, як її пізніші роботи: «Важко судити себе, але я не думаю, що Debut і Post мої найкращі роботи. Debut був альбомом, який піднявся найвище з точки зору того, що таке „музика Б'єрк“. Але я думаю, що образ, який я створила, і який був абсолютно випадковим, краще відображений у наступних альбомах».

## Трек-лист
| Debut – Стандартне видання | Debut – Стандартне видання       | Debut – Стандартне видання |
| #                          | Назва                            | Тривалість                 |
| -------------------------- | -------------------------------- | -------------------------- |
| 1.                         | «Human Behaviour»                | 4:08                       |
| 2.                         | «Crying»                         | 4:49                       |
| 3.                         | «Venus as a Boy»                 | 4:40                       |
| 4.                         | «There's More to Life Than This» | 3:19                       |
| 5.                         | «Like Someone in Love»           | 4:30                       |
| 6.                         | «Big Time Sensuality»            | 4:00                       |
| 7.                         | «One Day»                        | 5:26                       |
| 8.                         | «Aeroplane»                      | 3:50                       |
| 9.                         | «Come to Me»                     | 4:57                       |
| 10.                        | «Violently Happy»                | 5:02                       |
| 11.                        | «The Anchor Song»                | 3:40                       |
| 48:44                      |                                  |                            |

| Debut – Бонус-трек японського видання | Debut – Бонус-трек японського видання | Debut – Бонус-трек японського видання |
| #                                     | Назва                                 | Тривалість                            |
| ------------------------------------- | ------------------------------------- | ------------------------------------- |
| 12.                                   | «Atlantic»                            | 1:59                                  |
| 50:43                                 |                                       |                                       |

| Debut – Перевидана версія | Debut – Перевидана версія | Debut – Перевидана версія |
| #                         | Назва                     | Тривалість                |
| ------------------------- | ------------------------- | ------------------------- |
| 12.                       | «Play Dead»               | 3:56                      |
| 52:40                     |                           |                           |

| Debut – Бонус-треки японського перевидання | Debut – Бонус-треки японського перевидання | Debut – Бонус-треки японського перевидання |
| #                                          | Назва                                      | Тривалість                                 |
| ------------------------------------------ | ------------------------------------------ | ------------------------------------------ |
| 12.                                        | «Atlantic»                                 | 1:56                                       |
| 13.                                        | «Play Dead»                                | 3:45                                       |
| 54:36                                      |                                            |                                            |

Використані семпли
- «Human Behaviour» містить семпл з пісні «Go Down Dying», автор: Антоніу Карлус Жобін.
- «Venus as a Boy» містить семпл з «Music for Shō» Маюмі Міята (1986).

## Персоналії
| - Б'єрк — вокал, аранжування, програмування, бас-гітара, клавішні, програмування духових - Гаррі Г'юз — клавішні, орган Гаммонда, програмування - Олівер Лейк — аранжування, язичок (інструмент) - Коркі Хейл — арфа - Гері Барнакл — духові - Маріус де Вріс — клавішні, програмування - Неллі Хупер — перкусія, ударні - Луїс Жардім — бас, перкусія, ударні - Талвін Сінгх — табла - Брюс Сміт — перкусія, ударні - Мартін Вірго — клавішні, програмування - Пол Воллер — клавішні, програмування - Джон Меллісон — гітара - Майк Мауер — духові - Джеліса Андерсон — бек-вокал | - Б'єрк — продюсування - Пол Коркетт — звукоінженер - Неллі Хупер — продюсування, звукоінженер - Гові Бі — звукоінженер - Х'юго Ніколсон — звукоінженер - Браян Пагслі — звукоінженер - Ел Стоун — звукоінженер - Марк Ворнер — асистент звукоінженера - Пол Вертгаймер — звукоінженер - Гетц Ботценхардт — асистент звукоінженера - Джим Еббісс — звукоінженер - Дейв Бернем — звукоінженер - Жан-Батіст Мондіно — фото - Піт Льюїс — асистент звукоінженера - Джон Меллісон — асистент звукоінженера - Майк Марш — мастеринг - Тім Дікенсон — асистент звукоінженера - Енді Бредфорд — асистент звукоінженера - Оґґі — асистент звукоінженера - Шалле — звукоінженер |